# Basile Boli
Basile Boli (Abidjan, 2 januari 1967) is een in Ivoorkust geboren voormalig Frans betaald voetballer die doorgaans als verdediger speelde. Hij won met Olympique Marseille in 1993 de UEFA Champions League door zelf het enige doelpunt te maken in de finale tegen AC Milan. Van 1986 tot en met 1993 kwam hij 45 keer uit voor het Frans voetbalelftal.
Boli werd door Marseille gehaald bij AJ Auxerre. Later speelde hij ook voor Glasgow Rangers, AS Monaco en Urawa Red Diamonds. Boli is de jongere broer van voormalig betaald voetballer Roger Boli en de oom van de in 2007 bij Paris Saint Germain gedebuteerde Yannick Boli.

## Erelijst
Olympique Marseille
- Division 1: 1990/91, 1991/92
- UEFA Champions League: 1992/93

 Rangers
- Scottish Football League Premier Division: 1994/95

Individueel
- Division 1: Nieuwkomer van het Jaar: 1984
- Etoile d'Or: 1989
- Dream Team 110 Jaar Olympique Marseille: 2010

Onderscheidingen
- Chevalier de la Légion d'honneur: 2008